# Думбрава (Сату-Маре)
Думбрава (рум. Dumbrava) — село у повіті Сату-Маре в Румунії. Адміністративно підпорядковане місту Лівада.
Село розташоване на відстані 444 км на північний захід від Бухареста, 15 км на схід від Сату-Маре, 124 км на північ від Клуж-Напоки.

## Населення
За даними перепису населення 2002 року у селі проживали 1115 осіб.
Національний склад населення села:
| Національність | Кількість осіб | Відсоток |
| -------------- | -------------- | -------- |
| румуни         | 1001           | 89,8%    |
| угорці         | 82             | 7,4%     |
| українці       | 32             | 2,9%     |

Рідною мовою назвали:
| Мова       | Кількість осіб | Відсоток |
| ---------- | -------------- | -------- |
| румунська  | 1023           | 91,7%    |
| угорська   | 67             | 6,0%     |
| українська | 25             | 2,2%     |